# Historia meteorológica del huracán Georges (1998)
La historia meteorológica del huracán Georges abarcó diecisiete días, desde el 15 de septiembre hasta el 1 de octubre de 1998. El huracán Georges empezó como una onda tropical que se desplazó frente a la costa africana a mediados de septiembre de 1998. Siguiendo hacia el oeste, la onda generó una borrasca dos días más tarde que se fortaleció rápidamente hasta convertirse en una depresión tropical. El 16 de septiembre, la depresión se convirtió en la tormenta tropical y, al día siguiente, en el huracán. Durante los días siguientes, se desarrolló un ojo y persistió una profunda convección atmosférica a su alrededor. El fuerte flujo de salida y las cálidas temperaturas de la superficie del mar permitieron que la tormenta se intensificara a medida que avanzaba hacia el oeste-noroeste. La tormenta alcanzó su máxima intensidad el 20 de septiembre con vientos de 250 km/h, justo por debajo de la categoría 5 en la escala de huracanes de Saffir-Simpson, y una presión barométrica de 937 mbar (hPa; 27,67 inHg).
Durante los cinco días siguientes, el huracán atravesó las Antillas Mayores y tocó tierra en cinco ocasiones, cuatro como huracán de categoría 3 y una como huracán de categoría 1. Poco después de entrar en el Caribe, Georges se debilitó ligeramente; sin embargo, poco antes de cruzar Puerto Rico, la tormenta recuperó la categoría de huracán mayor. Después de debilitarse ligeramente una vez más, la tormenta se organizó rápidamente cerca de la República Dominicana. Se formó un ojo bien definido y se restableció el flujo de salida, lo que permitió a la tormenta alcanzar una intensidad de 195 km/h justo antes de aterrizar. Durante su paso por La Española, la circulación se interrumpió drásticamente, pero Georges mantuvo su intensidad de huracán. El 23 de septiembre, tocó tierra en el sureste de Cuba como un huracán mínimo.
El 25 de septiembre, Georges entró en el Golfo de México y se intensificó hasta convertirse en un huracán de categoría 2. La tormenta se reorganizó sobre el golfo, con el ojo totalmente reformado y con convección profunda persistente alrededor del centro de circulación. El 27 de septiembre, Georges alcanzó una intensidad de 175 km/h. Varias horas antes de tocar tierra al día siguiente, el huracán se debilitó ligeramente y se dirigió hacia el interior, cerca de Biloxi (Misisipi), con vientos de 170 km/h. Al aterrizar, el avance del huracán se ralentizó, ejecutando un breve bucle en el sentido de las agujas del reloj antes de mantener una deriva hacia el este. Debilitándose gradualmente, en la tarde del 29 de septiembre el huracán era sólo una depresión tropical. Dos días después, Georges se disipó por completo cerca de la costa atlántica de Florida.

## Formación e intensificación

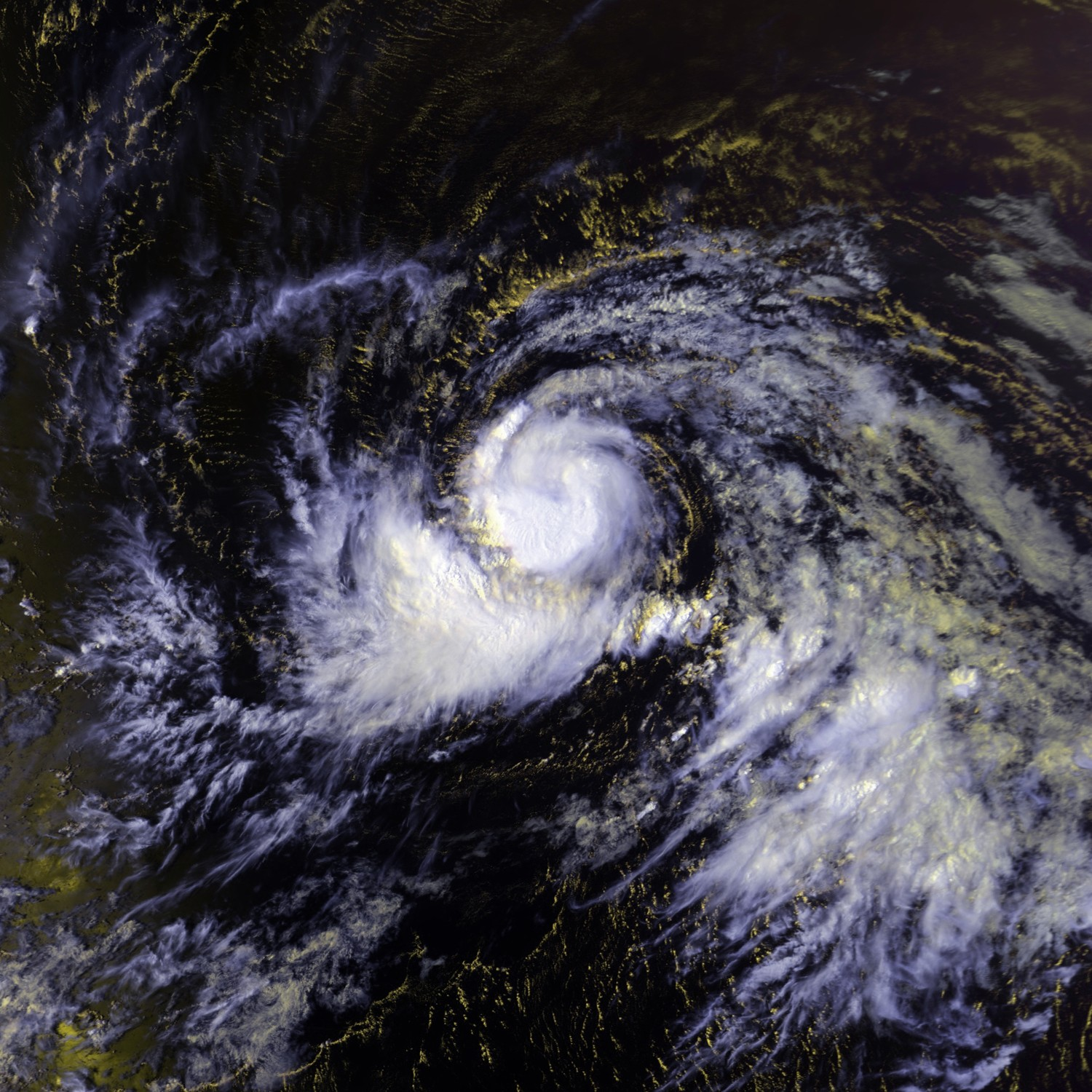
La tormenta tropical Georges justo antes de alcanzar la categoría de huracán

Hacia el final del 13 de septiembre de 1998, una onda tropical salió de la costa occidental de África. Al día siguiente, el sistema presentaba una amplia zona de convección profunda organizada y se inició la técnica dvorak. El 15 de septiembre, los barcos que se encontraban en las proximidades de la onda informaron de que se había desarrollado una circulación en superficie y a las 12:00 UTC, el Centro Nacional de Huracanes (NHC; National Hurricane Center) estimó que se trataba de una depresión tropical, la séptima de la temporada, situada a unas 555 kilómetros al sur-suroeste de las islas de Cabo Verde. La depresión se dirigía aproximadamente hacia el oeste en respuesta a una cresta de nivel medio, que se desarrollaba hacia el oeste, al norte del ciclón. A lo largo del día, se desarrollaron bandas alrededor del sistema y la convección profunda se consolidó alrededor del centro de circulación. Aproximadamente 24 horas después de ser declarada depresión, el NHC elevó el sistema a tormenta tropical y le dio el nombre de Georges.
Durante los diez días siguientes, Georges mantuvo una trayectoria general oeste-noroeste debido a la persistencia de una cresta troposférica en niveles medios y altos. La intensificación gradual tuvo lugar a medida que el sistema desarrollaba un fuerte flujo de salida y las cálidas temperaturas de la superficie del mar ayudaron a impulsar un mayor desarrollo. La cizalladura del viento del este provocó la interrupción del flujo de salida de las tormentas; sin embargo, el centro, previamente rodeado por dos zonas profundas de convección, se situó debajo de una zona de actividad de tormentas eléctricas. A última hora de la mañana del 17 de septiembre, se formó una pared del ojo dentro de la circulación, lo que indicaba que Georges se acercaba a la categoría de huracán.

## Intensidad máxima y Antillas Menores
Más tarde, el 17 de septiembre, un ojo en forma de banda apareció en las imágenes de satélite, lo que llevó al NHC a calificar a Georges como huracán a las 18:00 UTC de ese día. Al día siguiente, un anticiclón comenzó a desarrollarse sobre el huracán, incrementando el flujo de salida de las tormentas. Varias horas más tarde, Georges alcanzó la categoría 2 cuando los vientos sostenidos alrededor del ojo aumentaron a 160 km/h. Antes de la tormenta, el NHC informó de que no había factores que impidieran una mayor intensificación y anticipó que Georges se convertiría en un huracán de categoría 4 antes de alcanzar las Antillas Menores. Una pared del ojo concéntrica comenzó a desarrollarse a finales del 18 de septiembre, deteniendo brevemente el fortalecimiento de la tormenta. Esto fue el resultado de un ciclo de sustitución de la pared del ojo que llevó a la formación de un ojo más grande.

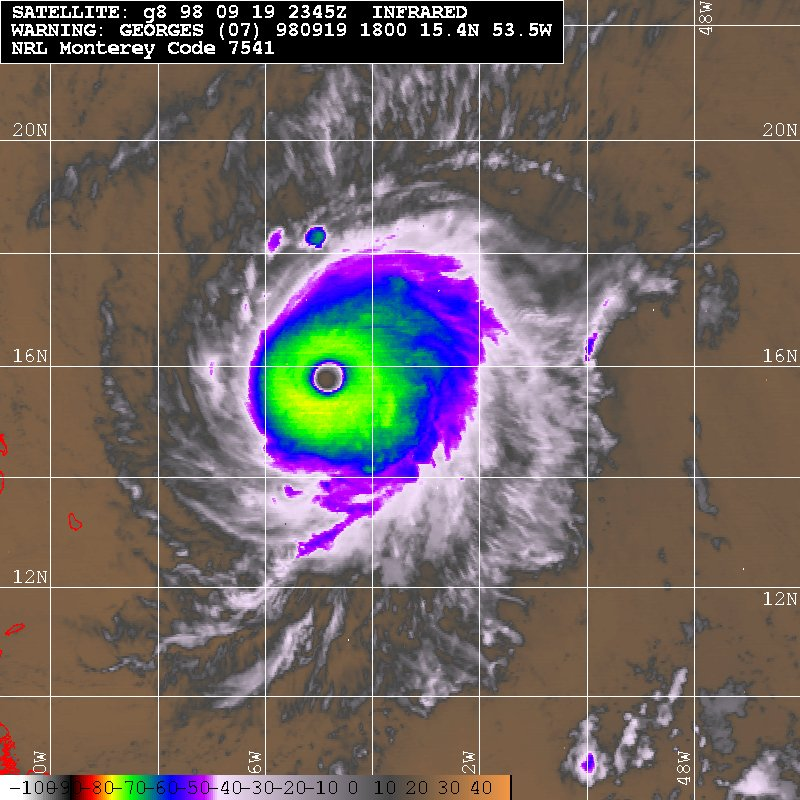
El huracán Georges cerca de su intensidad máxima

Los días 19 y 20 de septiembre, Georges experimentó un periodo de rápida intensificación, en el que los vientos aumentaron en 70 km/h en un lapso de 24 horas. Al final de esta fase, Georges alcanzó su intensidad máxima con vientos de 250 km/h y una presión barométrica de 937 mbar (hPa; 27,67 inHg), justo por debajo de la categoría 5. En el momento de máxima intensidad, una misión de cazadores de huracanes en la tormenta registró vientos a nivel de vuelo de hasta 270 km/h, mientras que las sondas de caída (dropsonde) midieron vientos en superficie de hasta 280 km/h. Una de las lecturas de una sonda de caída, que no se tuvo en cuenta, registró vientos de 307 km/h en los niveles inferiores de la pared del ojo. Esta lectura fue descartada por los cazadores de huracanes, ya que parecía demasiado alta y no representativa de la intensidad real de Georges. Los cazadores de huracanes también observaron un gran aumento en el radio de los vientos con fuerza de tormenta tropical, lo que provocó la emisión de alertas de tormenta tropical en las Antillas Menores. Alrededor del momento de máxima intensidad, el ojo de Georges tenía aproximadamente 55 km de diámetro.
Poco después de alcanzar su intensidad máxima el 20 de septiembre, Georges comenzó a debilitarse, ya que la cizalladura vertical del viento en el nivel superior hizo que el ojo se llenara de nubes y dejara de ser visible en las imágenes de satélite. La convección asociada a la tormenta también se volvió menos simétrica. A pesar de estos factores, Georges siguió siendo un huracán importante hasta el 21 de septiembre. El debilitamiento continuó a medida que la cizalladura restringía una parte del flujo de salida del huracán. A las 04:30 UTC del 21 de septiembre, Georges aterrizó en Antigua con vientos de 185 km/h. Varias horas más tarde, la tormenta pasó directamente sobre San Cristóbal. Al cabo de poco tiempo de pasar sobre la isla, la tormenta se debilitó a categoría 2 y los vientos disminuyeron a 175 km/h.

## Islas del Caribe

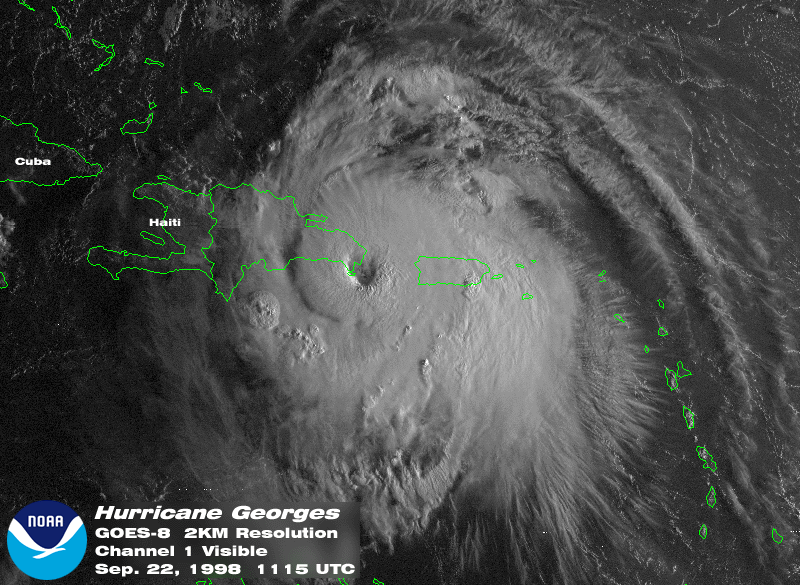
El huracán Georges aterriza en la República Dominicana

A medida que la tormenta se acercaba a Puerto Rico a finales del 21 de septiembre, la cizalladura del viento comenzó a ceder, permitiendo que Georges se reorganizara; sin embargo, su flujo de salida no pudo volver a desarrollarse completamente debido a su proximidad a tierra. Alrededor de las 22:00 UTC, la tormenta recuperó la intensidad de categoría 3 y aterrizó en Puerto Rico con vientos de 185 km/h antes de debilitarse de nuevo. Horas más tarde, la tormenta entró en el canal de la Mona y comenzó a reorganizarse de nuevo. A medida que Georges se acercaba a la República Dominicana, inesperadamente desarrolló un ojo bien definido y comenzó a intensificarse, alcanzando vientos de 195 km/h) las imágenes de satélite sugirieron que Georges volvió a alcanzar la intensidad de categoría 4. Aterrizó en la República Dominicana a las 12:30 UTC del 22 de septiembre como un huracán de categoría 3.
El terreno montañoso de La Española fue un factor importante en el debilitamiento esperado de la tormenta; sin embargo, seis horas después de tocar tierra, el ojo de la tormenta mantenía su estructura, el flujo de salida seguía siendo fuerte y las bandas seguían organizadas. No obstante, para el 23 de septiembre, el centro se volvió poco definido y los cazadores de huracanes no pudieron volar hacia la tormenta hasta que volvió a moverse sobre el agua. El núcleo del huracán se vio gravemente perturbado por las montañas de 3000 m de La Española. Aunque Georges estaba excepcionalmente desorganizado, mantuvo una intensidad mínima de huracán durante su paso por la isla.

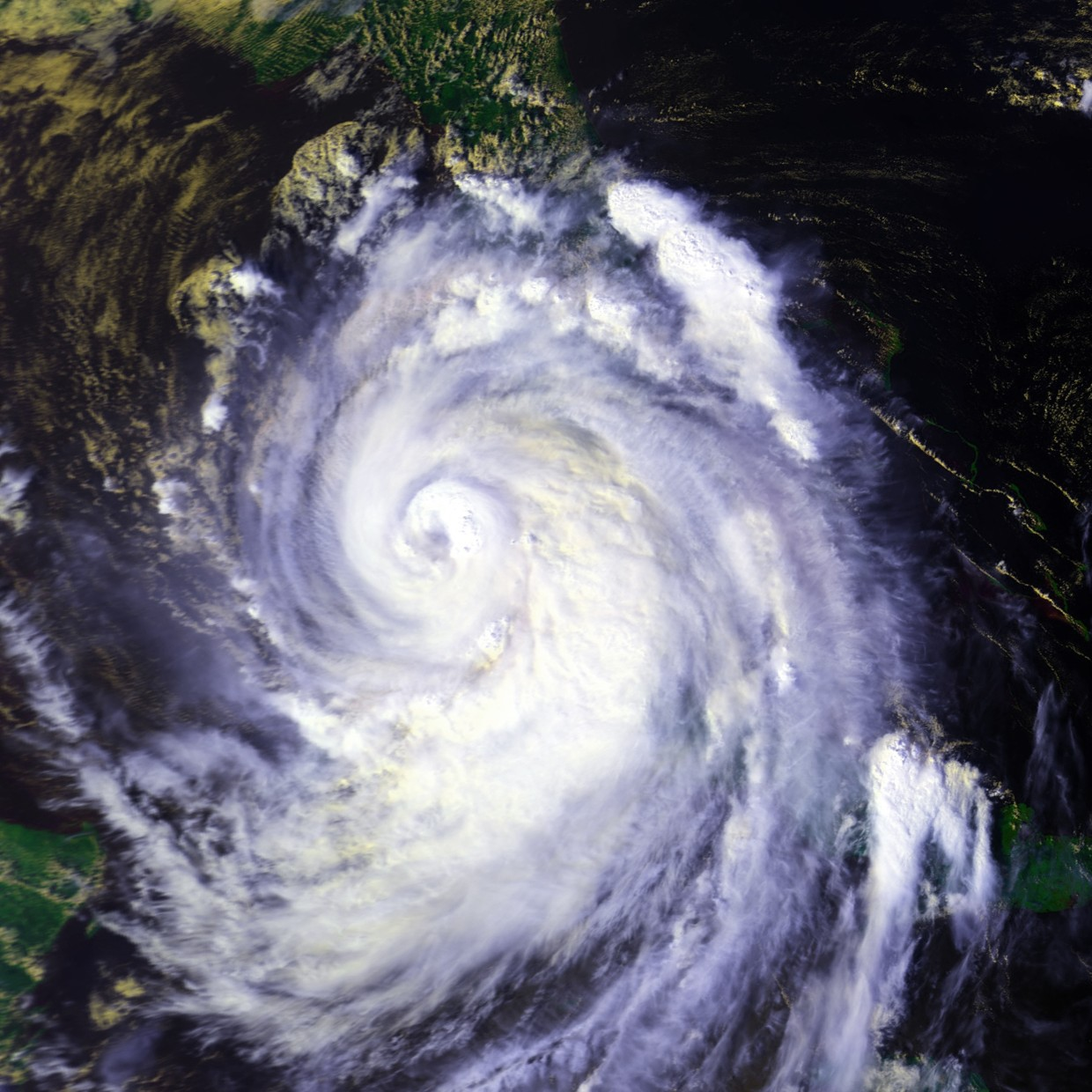
Huracán Georges sobre los Cayos de Florida

Más tarde, el 23 de septiembre, la tormenta entró en el paso de Barlovento, manteniendo una amplia circulación con bandas bien definidas y una forma similar a un ojo. Durante el día se produjeron pocos cambios; la tormenta tocó tierra por quinta vez cerca de la bahía de Guantánamo (Cuba), con vientos de 120 km/h. La tormenta comenzó a tomar una trayectoria más hacia el noroeste en respuesta a un área de alta presión de nivel medio a superior al noreste y una baja de nivel medio a superior sobre la península de Yucatán. A lo largo de su paso por Cuba, Georges mantuvo un patrón de flujo de salida bien definido a pesar de tener un centro poco definido. Para el 24 de septiembre, la tormenta se movió sobre el agua al norte de Cuba y la pared del ojo rápidamente comenzó a desarrollarse de nuevo.

## Golfo de México y disipación
A medida que el huracán se acercaba a los cayos de Florida el 25 de septiembre, su ojo se reformó y se hizo más pronunciado en las imágenes de satélite. Esto provocó un aumento de la intensidad y, alrededor de las 15:30 UTC, Georges tocó tierra cerca de Cayo Hueso con vientos de 170 km/h. El movimiento de avance del huracán se desplazó hacia el oeste-noroeste, y los modelos de previsión indicaban que Georges volvería a alcanzar la categoría 3 antes de aterrizar a lo largo de la costa norte del Golfo. El lento movimiento de la tormenta dio lugar a una trayectoria errática, causada principalmente por las oscilaciones del ojo hacia el oeste. La cizalladura vertical del viento se estimó en hasta 55 km/h, restringiendo el flujo de salida dentro del huracán y confinando la convección más intensa al lado este de la circulación.

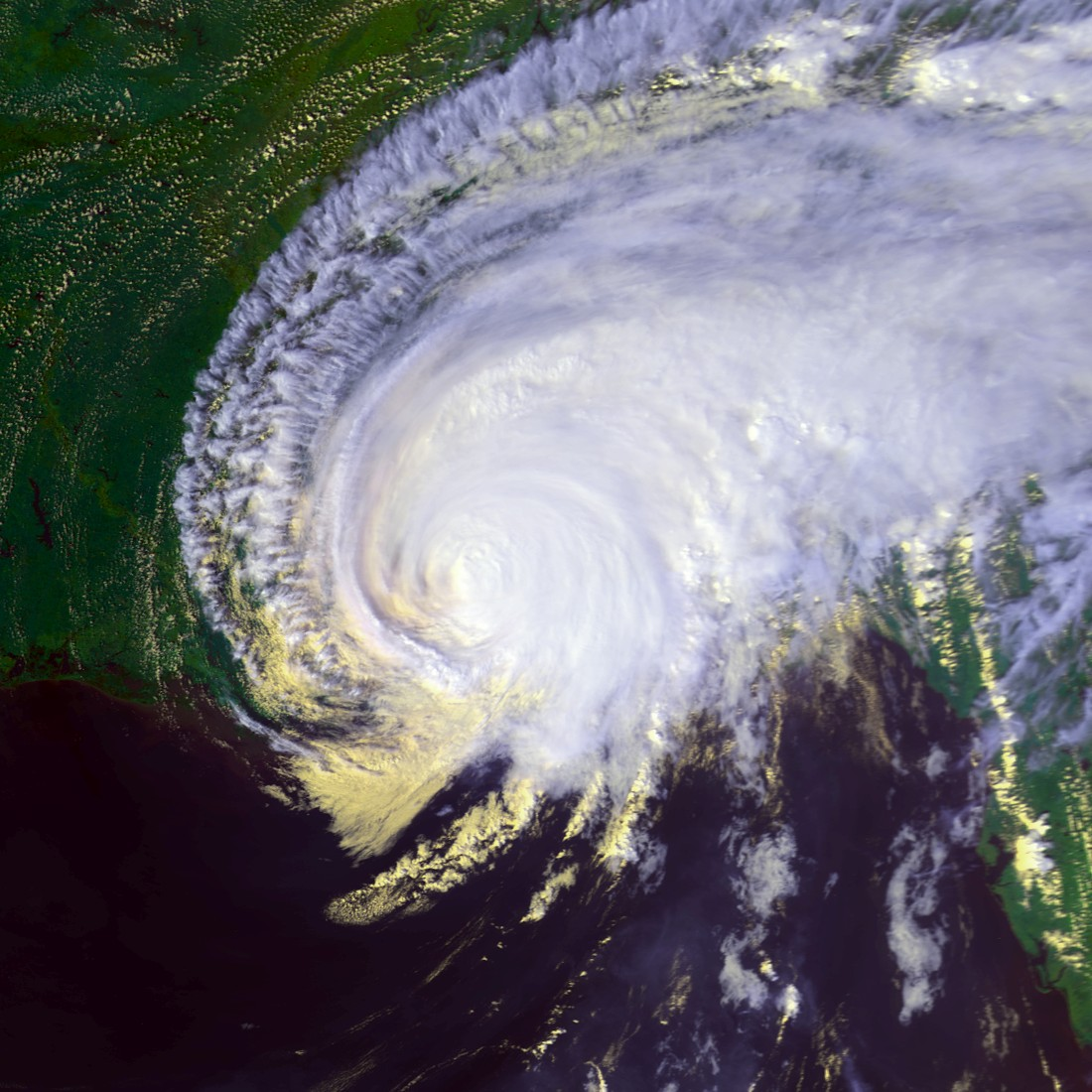
El huracán Georges varias horas después de aterrizar cerca de Biloxi, Misisipi, el 28 de septiembre

Entre el 26 y el 27 de septiembre, la tormenta continuó desacelerando mientras giraba hacia el noroeste. Su campo de vientos se volvió asimétrico durante la tarde del 26 de septiembre, con vientos huracanados presentes sólo en el lado este. Más tarde ese mismo día, los vientos alrededor del centro aumentaron a 175 km/h, justo por debajo de la categoría de huracán mayor. La posibilidad de una rápida intensificación en ese momento era baja.
La presión barométrica central continuó disminuyendo hasta el 28 de septiembre, bajando a 961 mbar (hPa; 28,38 inHg). Para entonces, la tormenta se había hecho visible en las imágenes de radar de Nueva Orleans (Luisiana), que mostraban una pared del ojo incompleta. La tormenta continuó desacelerándose a medida que se acercaba a su último aterrizaje, y los vientos alrededor de la pared del ojo disminuyeron ligeramente. Alrededor de las 11:30 UTC, Georges tocó tierra cerca de Biloxi (Misisipi), con vientos de 170 km/h. Varias horas después de tocar tierra, Georges se debilitó a categoría 1 y se convirtió en cuasi estacionario. El lento movimiento de la tormenta provocó cantidades extremas de lluvia en todo el sureste de Estados Unidos, con un máximo de 977 mm en Munson (Florida).
Para el 29 de septiembre, Georges se había debilitado a tormenta tropical y completó un pequeño bucle en sentido contrario a las agujas del reloj sobre el sur de Mississippi. Posteriormente, la tormenta comenzó a seguir hacia el oeste-noroeste a un ritmo más rápido. Alrededor de las 12:00 UTC, Georges se debilitó a depresión tropical, y el NHC emitió su último aviso sobre el sistema. En este momento, el Centro de Predicción Hidrometeorológica (HPC; Hydrometeorological Prediction Center) inició avisos públicos. La depresión mantuvo una circulación bien definida mientras seguía cerca del Golfo de México; sin embargo, el centro de circulación permaneció tierra adentro. Grandes cantidades de humedad tropical alimentaron la tormenta, permitiéndole producir lluvias torrenciales. Para el 30 de septiembre, la circulación de bajo nivel comenzó a separarse de la circulación de nivel superior. El HPC emitió su último aviso sobre la depresión a principios del 1 de octubre cuando se acercaba al océano Atlántico, y se disipó completamente varias horas después.